# Tadeusz Reytan

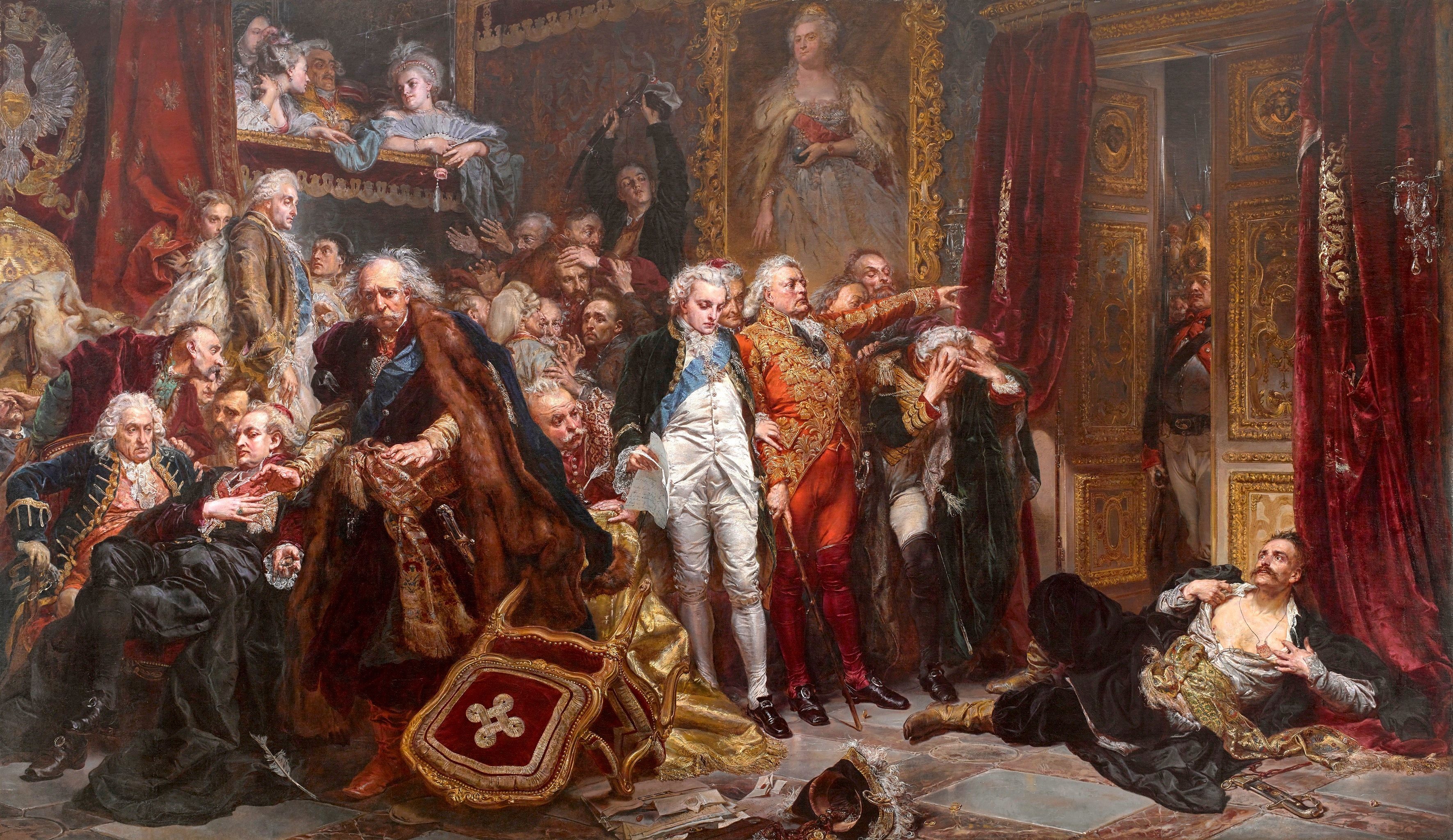
Rejtan – Upadek Polski, obraz Jana Matejki z 1866 roku

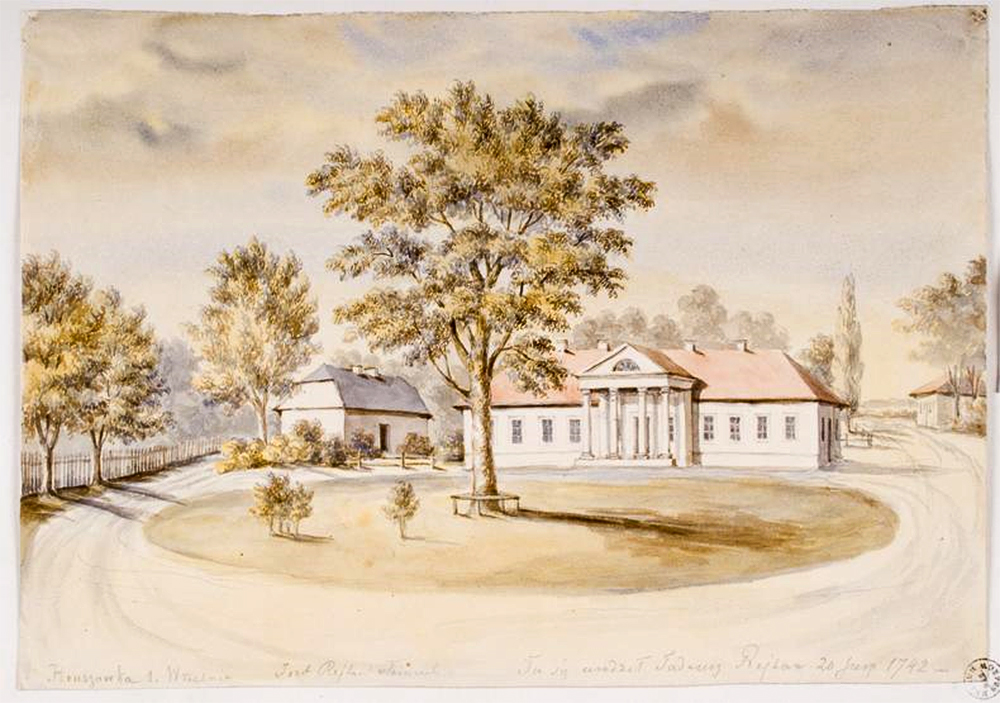
Napoleon Orda – dwór Reytanów w Hruszówce

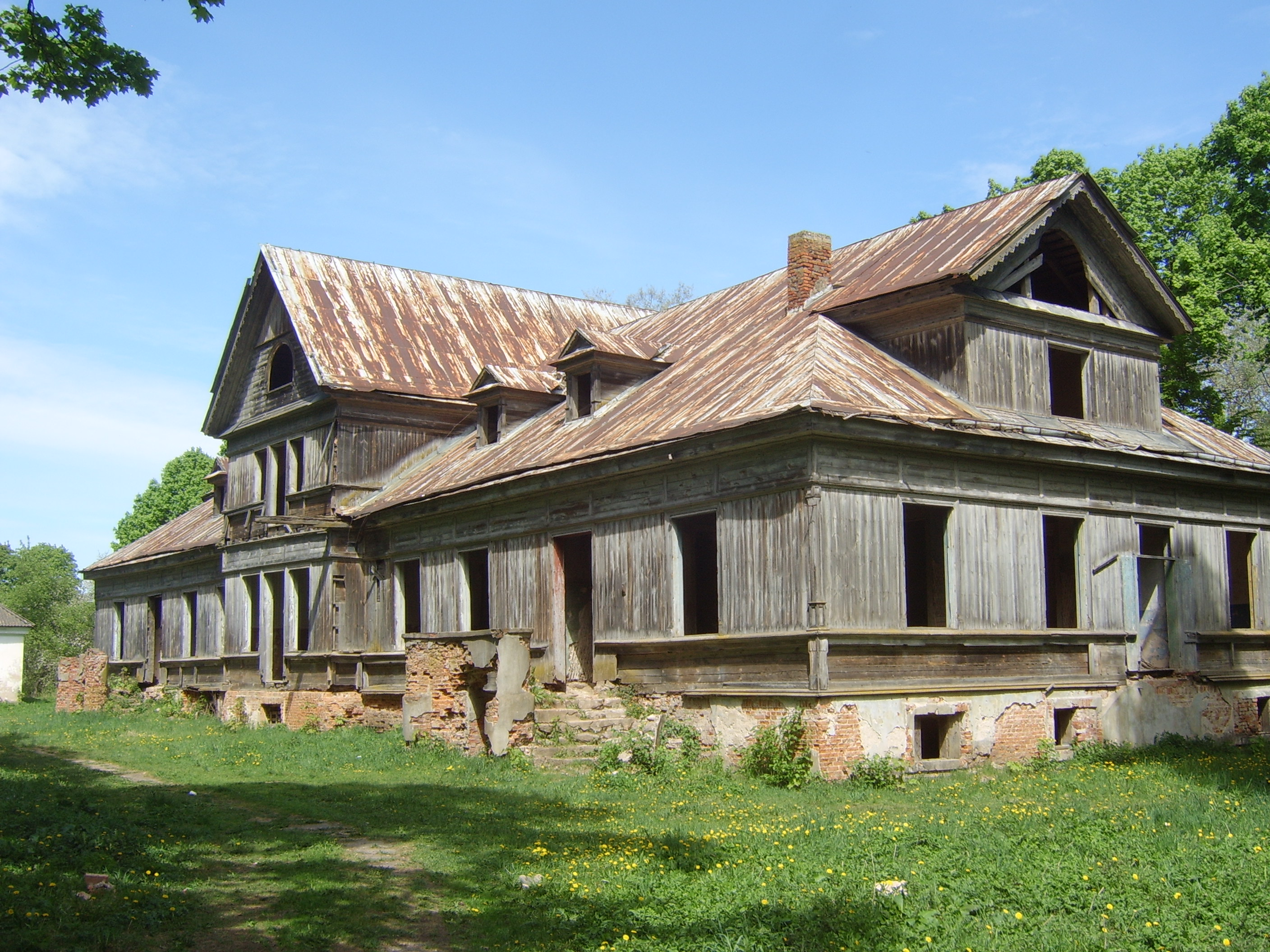
Dwór Reytanów w Hruszówce – stan 2009

Tadeusz Reytan (Rejtan, Reyten) herbu Rejtan (ur. 20 sierpnia 1742 w Hruszówce, zm. 8 sierpnia 1780 tamże) – w 1773 poseł województwa nowogródzkiego na Sejm Rozbiorowy w Warszawie. Jego opór przeciw skonfederowaniu Sejmu Rozbiorowego uznawany jest za jedną z ostatnich pozytywnych prób zastosowania liberum veto.

## Życiorys
Syn zamożnego ziemianina Dominika Reytana, podkomorzego nowogródzkiego i Teresy z Wołodkowiczów stolnikówny mińskiej. Brat Michała, pisarza nowogródzkiego. Wnuk Michała (zm. 1706), skarbnika mozyrskiego. Wraz z ojcem był klientem Radziwiłłów herbu Trąby.
Na pierwszej sesji sejmowej 19 kwietnia 1773 wraz z Samuelem Korsakiem i Stanisławem Bohuszewiczem sprzeciwiał się zawiązaniu na sejmie konfederacji pod przewodnictwem Adama Ponińskiego, umożliwiającej zatwierdzenie traktatu I rozbioru Polski. Po jego dokonaniu miał uniemożliwić wyjście sygnatariuszom rozbioru, wołając do nich: „Chyba po moim trupie!”. Stanowisko jego zgodne było z instrukcją, jaką otrzymał przy wyborze na posła na swoim sejmiku w Nowogródku: bronić całości Polski z narażeniem życia i mienia. Oparł się na tym, że uniwersały królewskie zwołały sejm wolny, a alternata laski przypadała wówczas na prowincję litewską. Przestrzegał zasad ścisłego legalizmu, nie dążąc do zerwania obrad, wysuwał jako jedyne żądanie wybór marszałka. Opór Reytana poparł Korsak, inni posłowie litewscy oraz niektórzy koronni (głównie łęczyccy). Wziął w ręce drugą laskę, przygotowaną dla marszałka konfederacji litewskiej, i usiadł na taborecie marszałka oświadczając, że może być takim samym samozwańczym marszałkiem jak Poniński, doprowadzając do ustąpienia tego ostatniego z miejsca prezydialnego. 20 kwietnia wniesiono do grodu akt konfederacji i ustanowiono jej sądy, przed które pozwano Reytana. W obliczu nieprzyjęcia przez Reytana pozwu sąd konfederacji skazał go wyrokiem zaocznym (kondemnatą) jako wzburzyciela pokoju powszechnego i buntownika przeciw ojczyźnie na kary kryminalne i konfiskatę dóbr.
21 kwietnia gród warszawski (instancja sądowa dla szlachty) z rozkazu Ponińskiego nie przyjął manifestu Reytana i Korsaka przeciw bezprawnemu pozwaniu Reytana. Mocarstwa rozbiorcze wydały notę żądającą opróżnienia sali poselskiej, jednak Reytan, Korsak i Bohuszewicz cały czas jej nie opuszczali. Usiłując zatrzymać na sali posłów, którzy po ogłoszeniu solwowania sesji udawali się do wyjścia, Reytan stanął w drzwiach rozkrzyżowawszy ręce, zaklinając na miłość Boga i ojczyzny, padł na ziemię wołając, żeby deptali jego ciało. Poseł ziemi nurskiej Jacek Jezierski zawołał: "ja pierwszy" i przestąpił nad leżącym. Podobnie uczynili pozostali posłowie. 22 kwietnia Reytan wyczerpany fizycznie i nerwowo po 36 godzinach przebywania bez jedzenia opuścił salę sejmową. Uzyskał na piśmie gwarancję od posłów mocarstw rozbiorczych, że nie będzie podlegać represjom i że kondemnata na nim zostanie skasowana. Reytan udał się po protekcję do pruskiego generała Ruperta Scipio von Lentulusa, który przydzielił mu ochronę huzarów pruskich, w ich asyście chodził później po stolicy.
Po sejmie rozbiorowym Reytan wyjechał na Litwę i według tradycji rodzinnej popadł w obłęd, w wyniku czego 8 sierpnia 1780 roku popełnił samobójstwo. Nie założył rodziny.
Prawdopodobnie odebrał sobie życie w swojej rodzinnej Hruszówce, kalecząc się szkłem. Szczątki Tadeusza Reytana odkryto w okresie II Rzeczypospolitej w 1930 w obmurowanym cegłą grobie w miejscu zwanym „Pod Grabem”, zlokalizowanym w pobliżu dworu, na które wskazywali okoliczni mieszkańcy. Polscy naukowcy, wśród których byli m.in. antropolog Kazimierz Stołyhwo i historyk Stanisław Lorentz, nie potwierdzili wówczas autentyczności miejsca pochówku i szczątków Tadeusza Reytana. Zdaniem historyka Jerzego Michalskiego badania szczątków z Hruszówki w 1930 roku nie doprowadziły do jednoznacznej konkluzji, czy są one Tadeusza Reytana.

## Kult postaci
Wkrótce po śmierci rozpowszechnił się w Polsce kult jego postaci. Portrety Reytana pojawiały się na licznych rycinach jako symbol prawdziwego patrioty. Sejm Czteroletni uczcił pamięć Tadeusza Reytana, zawierając to w następujących słowach: „Mój król, za zgodą skonfederowanych Rzeczypospolitej stanów, w tej porze, gdzie przywróceniem sił Rządu Rzeczypospolitej (...) mamy wdzięczną czułość długiem pamięci tego szanownego Polaka”.
Tadeusz Reytan jest bohaterem opowiadania zawartego w zbiorze: „Pamiątki JPana Seweryna Soplicy, cześnika parnawskiego” Henryka Rzewuskiego z 1839.
Imię Reytana nosi znane z patriotycznych tradycji, założone w 1905 VI Liceum Ogólnokształcące im. Tadeusza Reytana w Warszawie, Szkoła Podstawowa w Bączalu Dolnym (założona w 1885) oraz Zespół Szkół nr 2 im. Tadeusza Rejtana w Rzeszowie.
Jacek Kaczmarski poświęcił Reytanowi swoją piosenkę pt. „Rejtan, czyli raport ambasadora”, wydaną na albumie Muzeum w 1981 roku, która jest inspirowana obrazem Jana Matejki Rejtan – upadek Polski i opowiada o wydarzeniach w Sejmie z punktu widzenia rosyjskiego ambasadora.